# توابع زوج و فرد
در ریاضیات، توابع زوج و توابع فرد، توابعی هستند که در مورد بعضی روابط قرینگی، در رابطه با وارون‌های افزایشی به بحث می‌پردازد. این توابع در بسیاری از زمینه‌های آنالیز ریاضی کاربرد دارند، خصوصاً در مورد تئوری سری‌های توانی و دستورالعمل سری‌ فوریه. این توابع به دلیل مشابهت توان‌های توابع توانی که هر دو شرایط را به خدمت می‌گیرند نام‌گذاری شده‌اند: تابع xn تابعی زوج است اگر n یک عدد صحیح زوج باشد و در صورتی که n عدد صحیح فردی باشد، تابعی فرد است.

## توابع زوج

، مثالی از یک تابع زوج

فرض می‌کنیم ‎f(x)‎ تابعی حقیقی باشد. آن‌گاه f، زوج است اگر رابطهٔ زیر برای تمام xهای در دامنهٔ f برقرار باشد:
‎:{\displaystyle f(x)=f(-x).}‎
به طور هندسی، یک تابع زوج، نسبت به محور yها قرینه است، که معنی آن این است که با بازتاباندن هر قسمتی از تابع نسبت به محور yها، تابع بدون تغییر بماند.
مثال‌هایی از توابع زوج، تابع ثابت ‎f(x) = c‎، ‎x2‎، ‎x4‎، ‎cos(x)‎، و ‎cosh(x)‎ می‌باشند.

## توابع فرد

مثالی از یک تابع فرد

فرض می‌کنیم ‎f(x)‎ تابعی حقیقی باشد. آن‌گاه f، فرد است اگر رابطهٔ زیر برای تمام xهای در دامنهٔ f برقرار باشد:
‎:{\displaystyle -f(x)=f(-x).}‎
به طور هندسی، یک تابع فرد، نسبت به مبدأ مختصات تقارن دارد، که معنی آن این است که تابع بعد از چرخشی ۱۸۰ درجه‌ای، بدون تغییر می‌ماند. در واقع مبدا مختصات نقطه عطف این نوع تابع ها می باشد.
مثال‌هایی از تابع فرد، تابع همانی ‎ f(x) = x‎، ‎x3‎، ‎sin(x)‎ و ‎sinh(x)‎ می‌باشند.

## خواص پایه
- تنها تابعی که هم زوج و هم فرد است، تابع ثابت صفر است. (برای مثال برای هر x داریم: f(x) = ۰)
- مجموع یک تابع زوج و یک تابع فرد، نه زوج است نه فرد، مگر یکی از آن‌ها عیناً صفر باشد.
- مجموع دو تابع زوج، تابعی زوج است، و حاصلضرب هر عدد ثابت در یک تابع زوج هر عدد قابل‌ضرب
- حاصل‌ضرب یک تابع زوج و یک تابع فرد، تابعی فرد است.
- حاصل تقسیم دو تابع زوج، تابعی زوج است.
- حاصل تقسیم دو تابع فرد، تابعی زوج است.
- حاصل تقسیم یک تابع زوج و یک تابع فرد، تابعی فرد است.
- مشتق یک تابع زوج، تابعی فرد است.
- مشتق یک تابع فرد، تابعی زوج است.
- ترکیب دو تابع زوج، تابعی زوج است، و ترکیب دو تابع فرد، تابعی فرد است.
- ترکیب یک تابع زوج و یک تابع فرد، تابعی زوج است.
- ترکیب هر تعداد تابعی که در میان آن‌ها حداقل یک تابع زوج وجود داشته باشد، تابعی زوج است (اما نه به عکس).
- انتگرال یک تابع فرد از A- تا A+، صفر است (در صورتی که A کران‌دار باشد، و تابع در فاصلهٔ A- تا A+، هیچ مجانب قائمی نداشته باشد).
- انتگرال یک تابع زوج از A- تا A+، دوبرابر انتگرال از ۰ تا A+ است (در صورتی که A کران‌دار باشد، و تابع در فاصلهٔ A- تا A+، هیچ مجانب قائمی نداشته باشد) .